# Alexandru Dorel Coc
Alexandru Dorel Coc (n. 1 februarie 1956 la Gherla, jud. Cluj; decedat 21 iulie 2023 la Năsăud, jud. Bistrița-Năsăud) este un fost deputat român în legislatura 1992-1996, ales în județul Bistrița-Năsăud pe listele partidului PL'93/PAC. A fost profesor de filosofie și psihologie la Colegiul Național "George Cosbuc" Năsăud, timp de 42 de ani. A fost director al acestei instituții timp de 14 ani.
1. ↑  „Coc Dorel Alexandru”. Arhivat din original la 21 iunie 2024. Accesat în 22 aprilie 2024.
2. ↑  Sabău, Cristiana (22 iulie 2023). „A decedat prof. Dorel Coc, fost director al Colegiului Național "George Coșbuc" și deputat”. TimpOnline.ro. Accesat în 22 iulie 2023.